# Raúl Armando
Raúl Agustín Armando, más conocido como Pepa (Providencia, Provincia de Santa Fe, Argentina; 23 de junio de 1965), es un exfutbolista y entrenador argentino de fútbol. Jugaba como defensor y su primer equipo fue Unión de Santa Fe. Su último club antes de retirarse fue Patronato de Paraná. Actualmente sin equipo, tras ser despedido del Atlético Bucaramanga.

## Trayectoria
Tras su retiro comenzó a trabajar en las divisiones inferiores de Unión de Santa Fe, hasta que en 2004 se sumó al cuerpo técnico de Frank Darío Kudelka en Patronato de Paraná. Luego de eso, regresó a las inferiores tatengues y tuvo la chance de ser ayudante de campo de Carlos Roteta durante su interinato como técnico de Unión.
Entre 2007 y 2009 integró el cuerpo técnico de Cristian Domizzi en Sportivo Belgrano, donde lograron el ascenso al Torneo Argentino A. En 2010 tuvo su primera experiencia como entrenador dirigiendo a Tiro Federal de Morteros en el Torneo Argentino B.
A mediados de 2010, los caminos de Armando y Kudelka volvieron a cruzarse, ya que el técnico asumió en Unión y lo convocó para que sea nuevamente su ayudante de campo. Allí consiguieron el ascenso a Primera División en 2011 y desde entonces han trabajado juntos ininterrumpidamente en distintos clubes: Instituto de Córdoba, Huracán, Talleres de Córdoba (donde lograron dos ascensos: en 2015 a la Primera B Nacional y en 2016 a Primera División), Universidad de Chile y Newell's Old Boys.
En 2017, debido al fallecimiento del padre de Frank Darío Kudelka, fue técnico de Talleres en la victoria 2-1 ante Atlético Tucumán; mientras que en 2018 dirigió dos partidos a la Universidad de Chile por la sanción que recibió el entrenador.
En 2021 decidió alejarse del cuerpo técnico de Frank Darío Kudelka con la idea de retomar su carrera como entrenador en solitario, sin embargo aceptó la oferta que le hizo Platense para ser uno de los ayudantes de campo de Claudio Spontón.
El 25 de abril de 2022 llega a dirigir al Sportivo Belgrano, ocuparía el cargo hasta el 18 de noviembre cuando se marcha de la institución.
El 5 de diciembre de 2022 se confirma como nuevo entrenador del Atlético Bucaramanga para la temporada 2023 en reemplazo del mundialista Bolillo Gómez

## Clubes

### Como jugador
| Club                  | País      | Año       |
| --------------------- | --------- | --------- |
| Unión de Santa Fe     | Argentina | 1987-1992 |
| San Martín de Tucumán | Argentina | 1992-1993 |
| Unión de Santa Fe     | Argentina | 1993-1994 |
| Lanús                 | Argentina | 1994      |
| Unión de Santa Fe     | Argentina | 1995      |
| Patronato de Paraná   | Argentina | 1996-1997 |

### Como formador
| Club              | País      | Año       |
| ----------------- | --------- | --------- |
| Unión de Santa Fe | Argentina | 1997-2004 |

### Como asistente técnico
| Club                 | País      | Año       |
| -------------------- | --------- | --------- |
| Patronato de Paraná  | Argentina | 2004-2005 |
| Unión de Santa Fe    | Argentina | 2005      |
| Sportivo Belgrano    | Argentina | 2007-2009 |
| Unión de Santa Fe    | Argentina | 2010-2012 |
| Instituto de Córdoba | Argentina | 2012-2013 |
| Huracán              | Argentina | 2013-2014 |
| Talleres de Córdoba  | Argentina | 2015-2018 |
| Universidad de Chile | Chile     | 2018-2019 |
| Newell's Old Boys    | Argentina | 2019-2021 |
| Platense             | Argentina | 2021-2022 |

### Como entrenador
| Club                     | País      | Año  |
| ------------------------ | --------- | ---- |
| Tiro Federal de Morteros | Argentina | 2010 |
| Sportivo Belgrano        | Argentina | 2022 |
| Atlético Bucaramanga     | Colombia  | 2023 |

## Estadística como jugador[16]
| Club                            | Div.          | Temporada               | Liga  | Liga  | Copas internacionales | Copas internacionales | Total | Total |
| Club                            | Div.          | Temporada               | Part. | Goles | Part.                 | Goles                 | Part. | Goles |
| ------------------------------- | ------------- | ----------------------- | ----- | ----- | --------------------- | --------------------- | ----- | ----- |
| Unión de Santa Fe Argentina     | 1.ª           | 1987-88 y 1989-92       | 88    | 6     | ―                     | ―                     | 88    | 6     |
| Unión de Santa Fe Argentina     | 2.ª           | 1988-89, 1993-94 y 1995 | 56    | 4     | ―                     | ―                     | 56    | 4     |
| Unión de Santa Fe Argentina     | Total club    | Total club              | 144   | 10    | 0                     | 0                     | 144   | 0     |
| San Martín de Tucumán Argentina | 1.ª           | 1992-93                 | 5     | 0     | ―                     | ―                     | 5     | 0     |
| San Martín de Tucumán Argentina | Total club    | Total club              | 5     | 0     | 0                     | 0                     | 5     | 0     |
| Club Atlético Lanús Argentina   | 1.ª           | 1994                    | 2     | 0     | ―                     | ―                     | 2     | 0     |
| Club Atlético Lanús Argentina   | Total club    | Total club              | 2     | 0     | 0                     | 0                     | 2     | 0     |
| Patronato de Paraná Argentina   | 5.ª           | 1996-97                 | 0     | 0     | ―                     | ―                     | 0     | 0     |
| Patronato de Paraná Argentina   | Total club    | Total club              | 0     | 0     | 0                     | 0                     | 0     | 0     |
| Total carrera                   | Total carrera | Total carrera           | 151   | 10    | 0                     | 0                     | 151   | 10    |

## Estadística como entrenador[17]
| Tiro Federal de Morteros Argentina | 4.ª                 | 2010                | 16 | 7  | 3  | 6  | - | - | - | - | - | - | - | - | 16 | 7  | 3  | 6  | 50%    | 22 | 22 | 0  |
| Tiro Federal de Morteros Argentina | Total               | Total               | 16 | 7  | 3  | 6  | 0 | 0 | 0 | 0 | 0 | 0 | 0 | 0 | 16 | 7  | 3  | 6  | 50%    | 22 | 22 | 0  |
| Sportivo Belgrano Argentina        | 3.ª                 | 2022                | 28 | 13 | 5  | 10 | - | - | - | - | - | - | - | - | 28 | 13 | 5  | 10 | 52.38% | 38 | 32 | +6 |
| Sportivo Belgrano Argentina        | Total               | Total               | 28 | 13 | 5  | 10 | 0 | 0 | 0 | 0 | 0 | 0 | 0 | 0 | 28 | 13 | 5  | 10 | 52.38% | 38 | 32 | +6 |
| Atlético Bucaramanga · Colombia    | 1.ª                 | 2023                | 11 | 2  | 5  | 4  | - | - | - | - | - | - | - | - | 11 | 2  | 5  | 4  | 33.33% | 7  | 11 | -4 |
| Atlético Bucaramanga · Colombia    | Total               | Total               | 11 | 2  | 5  | 4  | 0 | 0 | 0 | 0 | 0 | 0 | 0 | 0 | 11 | 2  | 5  | 4  | 33.33% | 7  | 11 | -4 |
| Total en su carrera                | Total en su carrera | Total en su carrera | 55 | 22 | 13 | 20 | 0 | 0 | 0 | 0 | 0 | 0 | 0 | 0 | 55 | 22 | 13 | 20 | 47.88% | 67 | 65 | +2 |
| 1. 2.                              |                     |                     |    |    |    |    |   |   |   |   |   |   |   |   |    |    |    |    |        |    |    |    |

## Palmarés

### Como jugador
| Título                     | Club              | País      | Año  |
| -------------------------- | ----------------- | --------- | ---- |
| Ascenso a Primera División | Unión de Santa Fe | Argentina | 1989 |

### Como asistente técnico

#### Campeonatos nacionales
| Título             | Club                | País      | Año  |
| ------------------ | ------------------- | --------- | ---- |
| Torneo Federal A   | Talleres de Córdoba | Argentina | 2015 |
| Primera B Nacional | Talleres de Córdoba | Argentina | 2016 |

#### Otros logros
| Título                     | Club              | País      | Año  |
| -------------------------- | ----------------- | --------- | ---- |
| Ascenso al Argentino A     | Sportivo Belgrano | Argentina | 2009 |
| Ascenso a Primera División | Unión de Santa Fe | Argentina | 2011 |